# Timor oriental aux Jeux olympiques d'été de 2008
Le Timor oriental participe aux Jeux olympiques d'été de 2008 à Pékin. Il s'agit de sa deuxième participation à des Jeux d'été. Le pays n'envoie que deux représentants, un homme et une femme, qui prennent tous deux part au marathon. Le Timor oriental enverra une délégation plus importante (onze athlètes) aux Jeux paralympiques d'été de 2008.

## Participants

### Athlétisme

#### Marathon

##### Hommes
- Antonio Ramos

##### Femmes
- Mariana Diaz Ximenez

| Épreuve  | Athlète              | Séries   | Séries | Quarts de finale | Quarts de finale | Demi-finales | Demi-finales | Finale   | Finale |
| Épreuve  | Athlète              | Résultat | Rang   | Résultat         | Rang             | Résultat     | Rang         | Résultat | Rang   |
| -------- | -------------------- | -------- | ------ | ---------------- | ---------------- | ------------ | ------------ | -------- | ------ |
| Marathon | Mariana Dias Ximenes | NC       | NC     | NC               | NC               | NC           | NC           | DNF      | /      |

## Liste des médaillés est-timorais

### Médailles d'Or
| Sport            | Discipline | Sportifs | Performance |
| Médailles d'or : |            |          |             |

### Médailles d'Argent
| Sport                | Discipline | Sportifs | Performance |
| Médailles d'argent : |            |          |             |

### Médailles de Bronze
| Sport                 | Discipline | Sportifs | Performance |
| Médailles de bronze : |            |          |             |